# Волнухине
Волну́хине — село в Україні, у Лутугинській міській громаді Луганського району Луганської області.
Населення становить 259 осіб. З 2014 року є окупованим.

## Новітня історія
4 серпня 2014-го загинув під Волнухиним при нічному обстрілі терористами з РСЗВ «Град» капітан 24-ї бригади Роман Наглюк.
12 червня 2020 року, відповідно до Розпорядження Кабінету Міністрів України № 717-р «Про визначення адміністративних центрів та затвердження територій територіальних громад Луганської області», увійшло до складу Лутугинської міської громади.
19 липня 2020 року, в результаті адміністративно-територіальної реформи та ліквідації  Лутугинського району, увійшло до складу новоутвореного Луганського району.